# Общество Петербурго-Волжского пароходства и судоходства
Общество Петербурго-Волжского пароходства и судоходства — крупная судоходная компания дореволюционной России. Правление компании размещалось в Санкт-Петербурге.

## История
Общество Петербурго-Волжского пароходства было основано в середине XIX века, в эпоху бурного развития морского и речного транспорта на паровой тяге.
Устав компании Высочайше утвержден 5 декабря 1858 г., во время царствования императора Александра II.
Как было сказано в параграфе 1 новой редакции Устава пароходства, Высочайше Утвержденного 2 июня 1900 г. императором Николаем II:  

«Учрежденное в 1858 году Общество Петербурго-Волжского пароходства и судоходства продолжает свои действия на основании настоящего Устава. Общество имеет целью перевозку грузов и пассажиров по водяным путям сообщения, начиная с Волги и ее притоков до С.-Петербурга и Кронштадта, а также по Онежскому озеру, Балтийскому и другим, за исключением Каспийского, морям.
Примечание 1. Независимо от перевозки товаров и кладей по водяным путям, Обществу предоставляется принимать на себя транспортирование грузов по железным, шоссейным и грунтовым дорогам к своим пристаням и от оных»
Согласно Примечания 2 вышеупомянутого Устав компании, учредителями Общества выступили капитан 2-го ранга Петр Фалк, сведения о котором до наших дней не сохранились, и статский советник  Иван Гонзаго-Павличинский, о котором известно только, что он являлся выходцем из древнего польского дворянского рода Павличинских.
Основной капитал Общества Петербурго-Волжского пароходства на начало XX в. составлял 700 тыс. руб.

## Флот
Судовладелец - Общество Петербурго-Волжского пароходства
Некоторые суда, принадлежавшие судовладельцу:
- "Александр Свирский" (в навигацию 1869 г.) - пассажирский пароход, мощность двигателя - 100 л.с.
- "Вознесенье" (в навигацию 1867 г.) - пассажирский пароход, мощность двигателя - 80 л.с.
- "Генерал-Адмирал" (в навигацию 1869 г.) - пассажирский пароход, мощность двигателя - 100 л.с.
- "Петрозаводск" (в навигацию 1869 г.) - пассажирский пароход, мощность двигателя - 80 л.с.
- "Эрль" (в навигацию 1863 г.) - буксирно-пассажирский пароход, мощность двигателя - 100 л.с.